# فيرا جوروفا
فيرا جوروفا (بالتشيكية: Věra Jourová)‏ هي سياسية ومحامية تشيكية من مواليد 18 أغسطس 1964 تشغل منصب نائب رئيس المفوضية الأوروبية للقيم والشفافية منذ 1 ديسمبر 2019 وشغلت سابقًا منصب المفوض الأوروبي للعدالة والمستهلكين والمساواة بين الجنسين من 2014 إلى 2019. شغلت منصب عضو في مجلس النواب بين عامي 2013 و2014 ووزيرة التنمية الإقليمية التشيكية في عام 2014.
في عام 2019، صنفت مجلة تايم جوروفا في قائمتها لأكثر 100 شخص تأثيراً لهذا العام، مستشهدة بدورها في اعتماد النظام العام لحماية البيانات وحقوق الخصوصية الجديدة كمفوضة أوروبية.